# باربرا مينديز
باربرا مينديز (بالإنجليزية: Barbara Mendes)‏ هي رسامة أمريكية، ولدت في 30 يناير 1948.